# Hypenomorpha falcipennis
Hypenomorpha falcipennis är en fjärilsart som beskrevs av Inoue 1958. Hypenomorpha falcipennis ingår i släktet Hypenomorpha och familjen nattflyn. Inga underarter finns listade i Catalogue of Life.